# Čreškova
Čreškova je naselje v Občini Vojnik.

## Prebivalstvo
Etnična sestava 1991:
- Slovenci: 120 (96,8 %)
- Srbi: 1
- Neznano: 3 (2,4 %)